# روجيرو ماستروياني
روجيرو ماستروياني (بالإيطالية: Ruggero Mastroianni)‏ (و. 1929 – 1996 م) هو ممثل، ومونتير من إيطاليا . ولد في تورينو .
توفي في روما، عن عمر يناهز 67 عاماً. بسبب نوبة قلبية .

## روابط خارجية
- روجيرو ماستروياني على موقع IMDb (الإنجليزية)
- روجيرو ماستروياني على موقع ألو سيني (الفرنسية)
- روجيرو ماستروياني على موقع أول موفي (الإنجليزية)
- روجيرو ماستروياني على موقع قاعدة بيانات الأفلام السويدية (السويدية)
- روجيرو ماستروياني على موقع قاعدة بيانات الفيلم (الإنجليزية)
- روجيرو ماستروياني على موقع كينوبويسك (الروسية)